# Uomo di Swanscombe

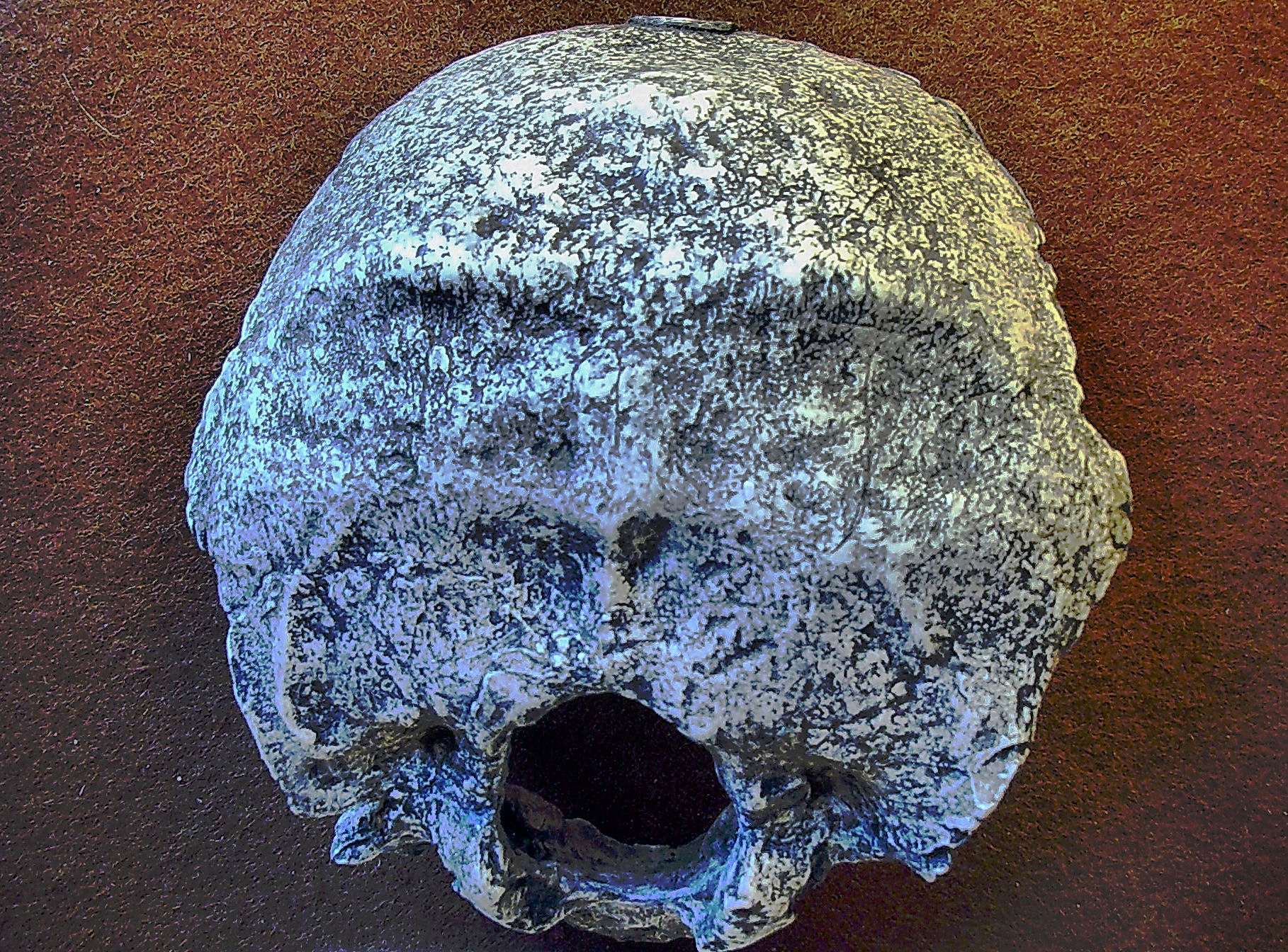
Fossile dell'uomo di Swanscombe

Uomo di Swanscombe è la denominazione di alcuni reperti fossili appartenenti ad un paleantropo del Pleistocene inferiore dell'Inghilterra.
Nel 1935 il dentista Alvan T. Marston annunciò di aver trovato nella località di Swanscombe, nel Kent inglese un osso occipitale umano in uno strato di ghiaie pleistoceniche.
L'anno dopo fu trovato un osso parietale che si adattava perfettamente al primo.
I due frammenti vennero studiati da un comitato di scienziati che redassero un rapporto pubblicato nel 1938. Il dosaggio del contenuto di fluoro nelle ossa, esame dell'epoca per stabilire l'antichità di un reperto osseo, ne confermò la preistoricità. 
I reperti di Swanscombe permettono di ricostruire in parte la calotta cranica di questo essere primitivo che sembrerebbe essere una femmina di circa 20 anni, con caratteri abbastanza simili a quelli dell'uomo moderno, distanziata alquanto, invece, dall'Homo neanderthalensis.
La capacità cranica risulta essere di circa 1325 centimetri cubici, la squama occipitale e la posizione del foro occipitale stesso sono tipicamente moderne, mentre l'enorme spessore delle ossa del cranio denota una struttura ossea più primitiva. 
Per l'insieme dei caratteri, l'uomo di Swanscombe è stato classificato dal paleontologo, Sergio Sergi negli anni 50-60 del secolo scorso, come un tipo pre-sapiens e non sarebbe da escludere che tale tipo possa essere considerato un antichissimo antenato dell'uomo moderno.